# Hành Đường
Hành Đường (chữ Hán giản thể:行唐县, pinyin: Xíngtáng Xiàn, âm Hán Việt: Hành Đường huyện) là một huyện thuộc địa cấp thị Thạch Gia Trang, tỉnh, Hà Bắc, Cộng hòa Nhân dân Trung Hoa. Huyện Hành Đường có diện tích 1025 ki-lô-mét vuông, dân số năm 1999 là 405.602 người. Dân số năm 2003 là 410.000 người. Mã số bưu chính là 050600. Huyện này được chia thành 4 trấn và 11 hương.